# تشانغ دان
تشانغ دان (بالصينية: 張丹) هي متزلجة فنية صينية، ولدت في 4 أكتوبر 1985 في هاربن في الصين.

## وصلات خارجية
- تشانغ دان على موقع الاتحاد الدولي للتزلج (الإنجليزية)
- تشانغ دان على موقع أوليمبيديا (الإنجليزية)
- تشانغ دان على موقع اللجنة الأولمبية الصينية (الإنجليزية)